# La Chapelle-d'Aurec
La Chapelle-d'Aurec är en kommun i departementet Haute-Loire i regionen Auvergne-Rhône-Alpes i centrala Frankrike. Kommunen ligger i kantonen Monistrol-sur-Loire som tillhör arrondissementet Yssingeaux. År 2022 hade La Chapelle-d'Aurec 1 111 invånare.

## Befolkningsutveckling
Antalet invånare i kommunen La Chapelle-d'Aurec
| Referens: INSEE |